# Ralf Dahrendorf
Ralf Gustav Dahrendorf (ur. 1 maja 1929 w Hamburgu, zm. 17 czerwca 2009 w Kolonii) – niemiecki socjolog, politolog i polityk.

## Życiorys
Wraz z ojcem, działaczem socjaldemokratycznym, zbiegł w 1946 roku ze znajdującego się w radzieckiej strefie okupacyjnej Berlina. Karierę naukową rozpoczął w latach 50. w Niemczech. Później wyemigrował do Anglii, gdzie przyjął brytyjskie obywatelstwo. W 1982 r. otrzymał tytuł barona. Zasiadał w brytyjskiej Izbie Lordów.
W latach 1969–1970 był niemieckim parlamentarzystą (liberalna Wolna Partia Demokratyczna, FDP) i sekretarzem stanu w Ministerstwie Spraw Zagranicznych w rządzie Willy’ego Brandta. Przez następne cztery lata był komisarzem Wspólnoty Europejskiej. W 1974 roku wyemigrował do Wielkiej Brytanii. W latach 1974–1984 był rektorem London School of Economics, a w latach 1987–1997 – dziekanem St Antony’s College Uniwersytetu Oksfordzkiego.
W latach 1972–1977 był komisarzem w trzech kolejnych Komisjach Europejskich.
Dahrendorf jest zwolennikiem i współtwórcą teorii konfliktu. Według niego konflikt jest nieuchronną konsekwencją nierównego podziału władzy między organizacjami społeczeństwa przemysłowego. Był on także zwolennikiem idei rządu światowego.
W swojej teorii konfliktu wprowadził pojęcie zrzeszenia imperatywnie skoordynowanego. Oznacza ono taką sytuację, w której jedna grupa rządzi, a druga jest rządzona. Gdy grupa osób podporządkowanych uważa, iż jest sprawiedliwie rządzona, to wtedy ma miejsce legitymizacja stosunku zwierzchnictwa. Koncepcja Ralfa Dahrendorfa dotycząca konfliktu nawiązuje do koncepcji Karola Marksa i jednocześnie jest polemiką z Talcottem Parsonsem.
Główne prace: Klasy i konflikt klasowy w społeczeństwie przemysłowym, Społeczeństwo i demokracja w Niemczech, Rozważania o rewolucji w Niemczech. W Polsce ukazały się jego Rozważania nad rewolucją w Europie (1991) i książka Nowoczesny konflikt społeczny (1993), Esej o polityce wolności (1993). W 2003 r. Wydawnictwo Literackie wydało polskie tłumaczenie jego autobiografii, zawierającej wspomnienia i przemyślenia dotyczące najważniejszych zjawisk społecznych i politycznych XX wieku.
9 marca 1998 Uniwersytet Warszawski przyznał mu tytuł doktora honoris causa, zmarł 17 czerwca 2009 w wieku 80 lat. W 2003 odznaczony cywilnym Pour le Mérite.